# William Bolcom
William Elden Bolcom (Seattle, 26 maggio 1938) è un compositore e pianista statunitense vincitore del Premio Pulitzer, della National Medal of Arts, di due Grammy Award, del Detroit Music Award e nominato nel 2007 Composer of the Year da Musical America. Ha insegnato composizione all'Università del Michigan nel periodo 1973-2008.

## Biografia
Nato nello stato di Washington, entrò all'età di soli 11 anni all'Università del Washington per studiare composizione privatamente con George Frederick McKay e John Verrall e pianoforte con Madame Berthe Poncy Jacobson. Successivamente studiò con Darius Milhaud al Mills College mentre studiava per il Master of Arts, con Leland Smith alla Stanford University. Studiò poi anche con Olivier Messiaen al Conservatoire national supérieur de musique et de danse de Paris dove ricevette il 2éme Prix de Composition.
Bolcom vinse il Pulitzer Prize for music nel 1988 per 12 New Etudes for Piano. Nell'autunno del 1994 venne nominato Ross Lee Finney Distinguished University Professor of Composition alla Università del Michigan, posizione da lui ancora ricoperta. Nel 2006, vinse la National Medal of Arts. Fra i suoi allievi vi sono stati John Edgar Berners, Gabriela Lena Frank e David Karl Gompper.

### Pianista
Come pianista Bolcom ha suonato e registrato frequentemente con il mezzosoprano Joan Morris, con la quale si sposò nel 1975 (Johnson 2001). Bolcom e Morris hanno registrato 20 album assieme, ad iniziare con After the Ball, una collezione di canzoni popolari intorno alla fine del XX secolo. Il loro principale repertorio è costituito da arie da musical, commedie musicali e canzoni popolari del tardo XIX secolo e dei primi del XX, di autori come Henry Russell, Henry Clay Work e altri e canzoni di cabaret (spesso da musical poco noti). Come solista ha registrato diverse sue composizioni per pianoforte oltre che a musiche di Gershwin e Milhaud (Johnson 2001).

### Opere
Le prime composizioni di Bolcom erano scritte utilizzando la tecnica del serialismo, sotto l'influenza di Pierre Boulez, Karlheinz Stockhausen e Luciano Berio, la cui musica ammirò da sempre. Negli anni 1960 iniziò gradatamente ad utilizzare diversi stili musicali. Il suo intendimento era eliminare la barriera esistente fra la musica popolare e la musica cosiddetta colta. (Johnson 2001).
La composizione sul testo di William Blake, Songs of Innocence and of Experience, tre ore di musica per solisti, coro e orchestra, fu il culmine di 25 anni di lavoro su quest'opera. La sua prima rappresentazione alla Stuttgart Opera nel 1984 fu seguita dalla prima statunitense ad Ann Arbor replicata poi a Chicago, al Grant Park, alla Brooklyn Academy of Music, a St. Louis, alla Carnegie Hall e a Londra alla Royal Festival Hall. Quest'ultima esecuzione eseguita dalla BBC Symphony Orchestra sotto la direzione di Leonard Slatkin. Nel 2006, una sua registrazione vinse 3 Grammy Award miglior opera corale, miglior composizione contemporanea e miglior album di musica classica su etichetta Naxos Records.
Egli ha composto tre opere, McTeague, A View From the Bridge e A Wedding, tutte commissionate e date in prima mondiale all'Opera di Chicago sotto la direzione di Dennis Russell Davies. I libretti delle opere erano di Arnold Weinstein, alcune volte in collaborazione con altri scrittori. McTeague, basta sul romanzo del 1899 di Frank Norris, con libretto di Weinstein, venne data il 30 novembre 1992. A View from the Bridge, su libretto di Weinstein e Arthur Miller, il 9 ottobre 1999. A Wedding, basata sul film del 1978 di Robert Altman e John Considine, su libretto di Weinstein e Altman, venne rappresentata l'11 dicembre 2004.
Egli ha composto anche concerti come Lyric Concerto per flauto e orchestra per James Galway,  Concerto in D per violino e orchestra per Sergiu Luca, Concerto for Clarinet and Orchestra per Stanley Drucker e Concert Suite per sassofono alto e gruppo musicale, composto per la University of Michigan nel 1998. Compose il concerto "Gaea for Two Pianos Left Hand, and Orchestra" per Gary Graffman e Leon Fleisher, entrambi con menomazioni alla mano destra. Venne eseguito in prima esecuzione l'11 aprile 1996 dalla Baltimore Symphony diretta da David Zinman. Il concerto è composto in modo tale da poter essere eseguito in uno dei tre seguenti modi: con pianoforte solo e orchestra ridotta, con due pianoforte e due orchestre ridotte combinate in una grande orchestra. Questa struttura imita quella di un simile tre-in-uno del suo maestro, Milhaud.
Fra le altre opere di Bolcom vi sono otto sinfonie, undici quartetti, quattro sonate per violino, numerosi ragtime (uno scritto in collaborazione con William Albright), quattro volumi di canzoni da cabaret, tre musical ("Casino Paradise," "Dynamite Tonite" e "Greatshot" su libretti di Weinstein) e un'opera da camera in un atto, "Lucrezia," su libretto di Mark Campbell.

### Lista delle opere più rappresentative
- 1957:       First Symphony
- 1964:       Symphony No. 2 "Oracles"
- 1970: Graceful Ghost Rag
- 1971:       Commedia (for "Almost" 18th Century Orchestra)
- 1976:       Concerto for Piano and Orchestra
- 1979:       Third Symphony (for Chamber Orchestra)
- 1979-1984: Gospel Preludes  (Books 1-4)
- 1984:       Songs of Innocence and of Experience (William Blake)
- 1984:       Lilith for Alto Saxophone and Piano
- 1984:       Concerto in D for Violin and Orchestra
- 1977-85: Cabaret Songs (Vol. 1 and 2)
- 1986:       Fantasia Concertante, for viola, cello and orchestra
- 1986:       Fourth Symphony
- 1977-86:    Twelve New Etudes for Piano [Winner of 1988 Pulitzer Prize in Music]
- 1989:       Fifth Symphony
- 1990-92:  McTeague
- 1992-93:    Lyric Concerto for Flute and Orchestra
- 1993-96:  Cabaret Songs (Vol. 3 and 4)
- 1996:     Gaea, Concerto for Two Pianos Left Hand, and Orchestra
- 1996-97:    Sixth Symphony
- 1996:  A View from the Bridge (Opera di Chicago con Catherine Malfitano)
- 1998:       Concert Suite (for alto saxophone and band)
- 2000:       Piano Quintet
- 2002:       Seventh Symphony
- 2004:       A Wedding
- 2005:       Eighth Symphony
- 2006:       Canciones de Lorca
- 2007:       Lucrezia
- 2008:       First Symphony for Band
- 2009:       Prometheus

### Bolcom Festival nel 2007
VocalEssence ha celebrato la produzione di William Bolcom con un festival di due settimane a Minneapolis e St. Paul (Minnesota) nell'aprile 2007. Vennero messi in scena nove diversi spettacoli ed un numero di master class. Lo spettacolo di punta fu rappresentato da Songs of Innocence and of Experience, eseguito alla Orchestra Hall di Minneapolis con più di 400 musicisti.